# Szürkefejű törpepapagáj
A szürkefejű törpepapagáj (Agapornis canus) a madarak osztályának a papagájalakúak (Psittaciformes) rendjébe, ezen belül a szakállaspapagáj-félék (Psittaculidae) családjába tartozó faj.

## Előfordulása
Madagaszkáron őshonos. Ez az egyetlen faj az Agapornis nemből, amelyik nem az afrikai kontinensen él.
Betelepített populáció vannak a Comore-szigetek és Mayotte területén is.
Korábban előfordult (feltehetően szintén betelepített egyedek által) Mauritius és a Seychelle-szigetek területén is, de onnan kihalt.

## Megjelenése

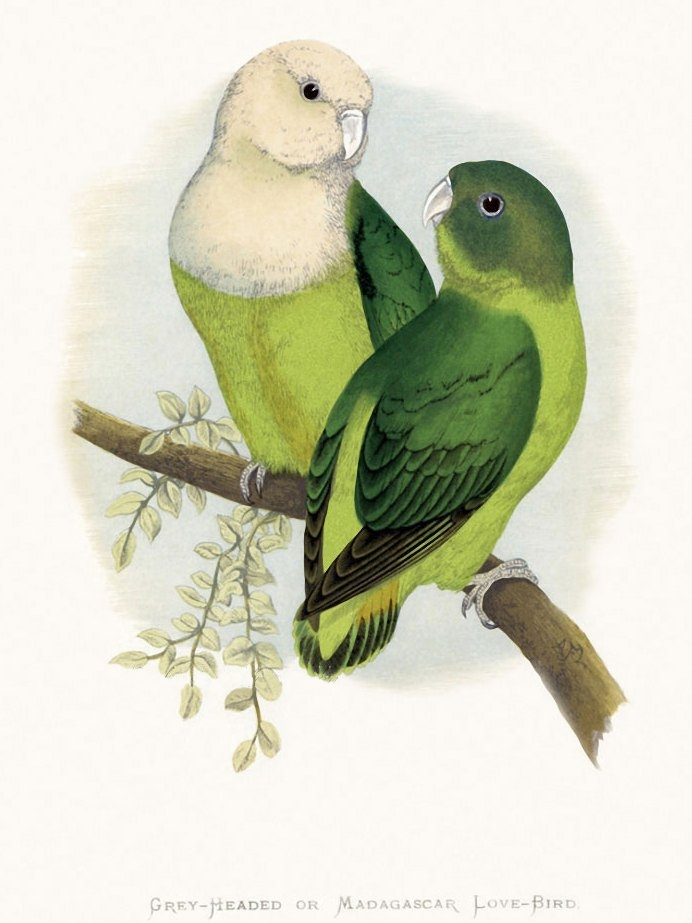

Testhossza 13–14 cm. Az Agapornis nem legkisebb testű képviselője. Uralkodó színe a zöld; a feje, a nyaka és a begyének kezdeti része hamvas világosszürke. A háta sötétebb, hasa világosabb zöld, a szárnya sötétebb. A farka szintén zöld, a tövén világosabb, sárgás árnyalatú, a csúcs előtt a szokásos fekete keresztcsík látható. Szárnyának és farkának alsó felülete fekete. A tojón a szürke szín elmosódottabb, inkább zöldes, a szárnya és a farka alsó felülete zöldes árnyalatú. A fiókák egyenletes zöld színűek, az első vedlés után jelennek meg első szürke tollaik.

## Életmódja
Tápláléka magokból, rügyekből és levelekből áll.

## Szaporodása
Költéskor párokra különülnek el, majd faüregekben költenek. A hím és a tojó szinte elválaszthatatlanok. A fészekbe sokféle anyagot hordanak be, de azért ebben is elég válogatósak. A fészekanyagot a tojó a farcsík tollazatában szállítja. A tojó egyedül költ, a hím a költés alatt eteti. A fészekalja 3-7 tojás, a költési idő 22 nap, a fészkelési idő 30-35 nap. Ezt követően a szülők még két hétig az odún kívül etetnek.